# Henotesia teratia
Henotesia teratia är en fjärilsart som beskrevs av Karsch 1890. Henotesia teratia ingår i släktet Henotesia och familjen praktfjärilar. Inga underarter finns listade i Catalogue of Life.